# Laurent Biondi
Laurent Biondi (Grenoble, 19 de julho de 1959) é um desportista francês que competiu no ciclismo na modalidade de pista, especialista nas provas de pontuação e madison; ainda que também disputou carreiras de rota.
Ganhou uma medalha de ouro no Campeonato Mundial de Ciclismo em Pista de 1990 e uma medalha de prata no Campeonato Europeu de Madison de 1990.

## Medalheiro internacional
| Campeonato Mundial | Campeonato Mundial | Campeonato Mundial | Campeonato Mundial |
| Ano                | Lugar              | Medalha            | Competição         |
| ------------------ | ------------------ | ------------------ | ------------------ |
| 1990               | Maebashi ( Japão)  | Medalha de ouro    | Pontuação (P)      |
| Campeonato Europeu |                    |                    |                    |
| Ano                | Lugar              | Medalha            | Competição         |
| 1990               | Grenoble ( França) | Medalha de prata   | Madison            |

## Palmarés

### Estrada
- 1987
  - 1 etapa do Critérium do Dauphiné

### Pista
- 1988
  - Campeonato da França em pontuação

- 1990
  - Campeonato do Mundo em pontuação  
  - 2.º no Campeonato Europeu de madison masculina

## Resultados em Grandes Voltas e Campeonato do Mundo
| Carreira           | 1983 | 1984 | 1985 | 1986 | 1987 | 1988 | 1989 | 1990 | 1991 | 1992 | 1993  |
| ------------------ | ---- | ---- | ---- | ---- | ---- | ---- | ---- | ---- | ---- | ---- | ----- |
| Giro d'Italia      | -    | -    | -    | -    | -    | -    | 31.º | -    | -    | -    | -     |
| Tour de France     | 79.º | -    | 53.º | Ab.  | -    | -    | 31.º | 82.º | -    | -    | 103.º |
| Volta a Espanha    | -    | -    | -    | -    | 32.º | -    | -    | -    | -    | -    | -     |
| Mundial em Estrada | -    | -    | -    | -    | -    | -    | -    | -    | -    | -    | -     |

-: não participa 

Ab.: abandono